# Pie-mère

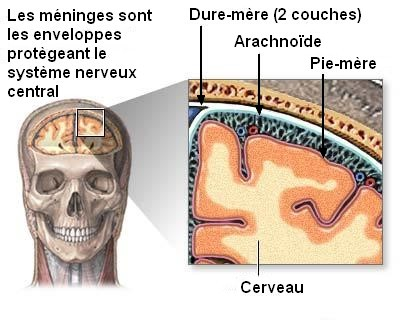
Les méninges

La pie-mère (du latin, pia mater, « tendre matrice », emprunt par calque à l'arabe umm al-dimàgh أم الدماغ ) est une fine lame de tissu conjonctif vascularisé qui tapisse la surface externe du système nerveux central. 

## Description, localisation et fonctions
D’aspect fragile et transparent, la pie-mère est située sous la dure-mère et l’arachnoïde. 
Contrairement aux feuillets plus externes (arachnoïde et dure-mère) qui suivent l’endocrâne, la pie-mère dans sa partie cranienne épouse étroitement le relief du parenchyme en suivant les sillons, scissures et circonvolutions du cortex cérébral, ce qui fait que sa surface est beaucoup plus importante que celles des autres méninges qui sont tendues au-dessus des renfoncements du tissu nerveux. Les espaces ainsi formés entre la pie-mère et l’arachnoïde sont appelés espaces sous-arachnoïdiens ; certains sont plus largement dilatés en ce qu’on appelle des citernes sous-arachnoïdiennes, elles sont situées à la base du crâne principalement autour du tronc cérébral. Les espaces sous-arachnoïdiens sont remplis de liquide cérébrospinal anciennement appelé liquide céphalo-rachidien (LCR) et traversés par des trabéculations ou travées arachnoïdiennes qui attachent la pie-mère à la face interne de la membrane arachnoïde. 
Elle joue plusieurs rôles, dont :
- nourricier : les vaisseaux sanguins qui irriguent de la neuroglie y circulent avant de pénétrer dans le parenchyme cérébrospinal ;
- protecteur : elle est le plus interne feuillet des méninges qui protègent le cerveau et la moelle épinière. 
La pie-mère forme, avec la membrane arachnoïde, la leptoméninge (du grec leptos « mince » « faible » et mênigx « méninge ») ;
- structurel : avec des tissus spécialisés : les ligaments denticulés attachent la pie-mère spinale à la dure-mère en passant à travers l’arachnoïde ; le filum terminal ou « queue-de-cheval » qui prend la forme de filaments parallèles à partir du cône médullaire à l’extrémité caudale du rachis.

## Origine embryonnaire
La pie-mère est un tissu qui a pour origine la crête neurale, un dérivé du neurectoblaste.
Elle est constituée de deux couches distinctes :
- La couche épipiale, tissu de fibres collagènes qui portent les gros vaisseaux (artères cérébrales et veines corticales) ainsi que les nerfs crâniens. La gaine formée par le prolongement de la pie-mère autour des nerfs est appelée névrilème.
- L’intima pia, tissu élastique réticulaire avasculaire séparé des vaisseaux qui pénètrent dans le parenchyme par les espaces de Virchow-Robin.

## Images supplémentaires

Une coupe des différents méninges.
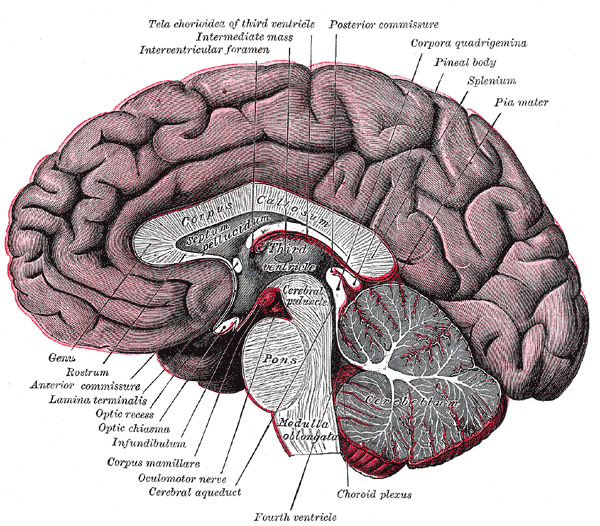
Coupe sagittale médiane du cerveau.
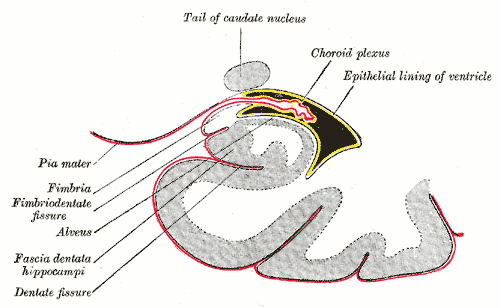
Coupe coronale de la branche inférieure (corne temporale) d'un ventricule latéral.
Représentation schématique d'une coupe du haut du crâne, montrant les membranes du cerveau.
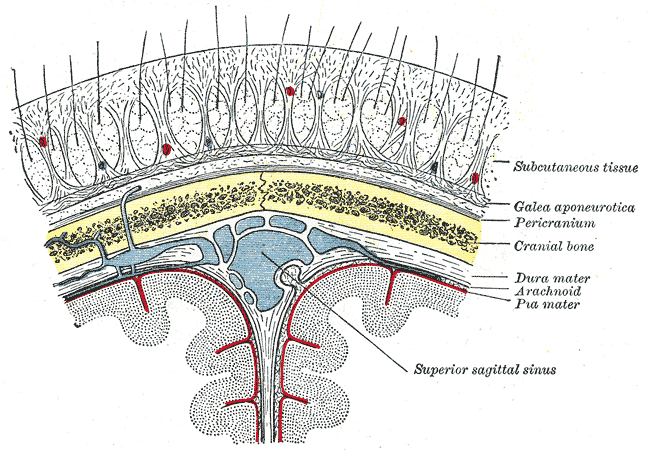
Coupe schématique du cuir chevelu.